# Somlawa
Somlawa est une localité située dans le département de Tangaye de la province du Yatenga dans la région Nord au Burkina Faso.

## Géographie
Somlawa se trouve à environ 9 km au nord-ouest du centre de Tangaye, le chef-lieu du département, et à 25 km à l'ouest de Ouahigouya.

## Histoire
Le village est traditionnellement sous le contrôle coutumier du roi du Yatenga qui y désigne un chef de village au cours d'une cérémonie d'intronisation. En février 2019, le souverain régnant, Naba Kiiba, désigne Adama Ouedraogo, ancien commandant de police de Ouahigouya, comme le Naba Karfo (signifiant  « Qu'il se confie à Dieu ») de Somlawa.
En juillet 2020, des attaques armées non identifiées ont eu lieu sur divers villages du secteur, dont Somlawa, entrainant des déplacements en urgence de sa population vers Tangaye et Ouahigouya.

## Santé et éducation
Le centre de soins le plus proche de Somlawa est le centre de santé et de promotion sociale (CSPS) de Tangaye tandis que le centre hospitalier régional (CHR) se trouve à Ouahigouya.